# Objazda (województwo opolskie)
Objazda (niem. Obischau) – wieś w Polsce położona w województwie opolskim, w powiecie namysłowskim, w gminie Namysłów.
W latach 1975–1998 miejscowość położona była w województwie opolskim.

## Nazwa
Według Heinricha Adamy'ego nazwa miejscowości pochodzi od polskiego określenia objazd. W swoim dziele o nazwach miejscowych na Śląsku, wydanym w 1888 roku we Wrocławiu, jako starszą od niemieckiej wymienia on nazwę w formie obiazda, podając jej znaczenie Umschrittener Berzirk, czyli po polsku dystrykt, obwód przekraczania dookoła. Niemcy zgermanizowali nazwę na Obischau, w wyniku czego utraciła ona swoje pierwotne znaczenie.